# ISO 14971
Die Norm ISO 14971 (europäische Fassung EN ISO 14971) regelt die Anwendung des Risikomanagements auf Medizinprodukte.
Die Norm dient als Rahmen für das wirksame Management der mit der Anwendung von Medizinprodukten im Gesundheitswesen verbundenen Risiken durch den Hersteller.
Die dritte Edition der ISO 14971 wurde im Dezember 2019 veröffentlicht.

## Geschichte
Die Norm EN ISO 14971:2012 ist mit der europäischen Richtlinie 93/42/EWG des Rates vom 14. Juni 1993 über Medizinprodukte harmonisiert. Sie ersetzte die Norm EN ISO 14971:2009 umgehend mit der Veröffentlichung der Liste der harmonisierten Normen am 30. August 2012. Es gab keine Übergangsfrist. Vor der Norm EN ISO 14971:2009 war die Norm EN ISO 14971:2000 mit einer Übergangsfrist bis zu 31. März 2010 anwendbar. Die Norm EN ISO 14971:2000 ersetzte 2000 die Vorläufernorm EN 1441:1997, welche 1997 in Hinblick auf die Richtlinie 93/42/EWG formuliert worden war.

## Anwendungsbereich
Die Norm legt für Hersteller ein Verfahren fest, mit dem sie Gefährdungen, die mit Medizinprodukten und ihrem Zubehör verbunden sind, erkennen, die Risiken abschätzen, bewerten und kontrollieren, sowie die Wirksamkeit dieser Kontrolle überwachen. Die Anforderungen der Norm gelten während aller Phasen des Produktlebenszyklus eines Medizinprodukts.

## Prozesse
Die Norm basiert auf einem prozessorientierten Ansatz zur Umsetzung eines Risikomanagement-Prozesses. Unterschieden werden folgende Prozesse: Risikoanalyse, Risikobewertung, Risikokontrolle und Informationen aus der Produktion und der Produktion nachgelagerten Phasen.

## Dokumentation
Die Norm fordert die Dokumentation wesentlicher Aktivitäten des Risikomanagement-Prozesses sowie deren Ergebnisse für das jeweilige Medizinprodukt in einer Risikomanagement-Akte. Der Hersteller muss entsprechend seinem Risikomanagement-Prozess einen Risikomanagement-Plan erarbeiten. Der Risikomanagement-Plan ist Teil der Risikomanagement-Akte. Der Risikomanagement-Plan muss Folgendes enthalten:
- Anwendungsbereich des Plans, wobei das Medizinprodukt und die Abschnitte seiner Lebenszyklusphasen zu beschreiben sind
- einen Plan für die Verifizierung
- Zuordnung der Verantwortlichkeiten
- Anforderungen an die Bewertung der Risikomanagement-Aktivitäten
- Kriterien für die Vertretbarkeit von Risiken

Die Ergebnisse des Risikomanagement-Prozesses sind in einem Risikomanagement-Bericht aufzuzeichnen. Der Risikomanagement-Bericht muss für jede Gefährdung die Rückverfolgbarkeit auf die Analyse und Bewertung des Risikos ermöglichen. Weiterhin muss eine Rückverfolgbarkeit auf die Durchführung und Verifizierung der Maßnahmen zur Risikokontrolle enthalten sein. Der Risikomanagement-Bericht muss eine Erklärung beinhalten, dass das Restrisiko (die Summe der einzelnen Restrisiken) vertretbar ist. Der Risikomanagement-Bericht ist Teil der Risikomanagement-Akte.

## Änderungen in der Norm EN ISO 14971:2012
Die Norm EN ISO 14971:2012 unterscheidet sich gegenüber der internationalen Version ISO 14971:2007 besonders durch ein geändertes, europäisches Vorwort und den geänderten Anhängen ZA, ZB und ZC. In diesen Anhängen wird der Zusammenhang zwischen den Anforderungen der Norm und den Anforderungen der EG-Richtlinien 93/42/EWG (über Medizinprodukte), 90/385/EWG (über aktive implantierbare medizinische Geräte) und 98/79/EG (über In-vitro-Diagnostika) klargestellt.
Der normative Teil wurde gegenüber der vorherigen EN ISO 14971:2009 nicht angepasst.

## Änderungen in der Norm ISO 14971:2019
Die dritte Ausgabe der Norm aus dem Jahr 2019 unterscheidet sich von 14971:2007 nicht nur durch eine neue Kapitelgliederung, sondern auch durch eine stärkere Betrachtung des Nutzen-Risiko-Verhältnisses („Benefit-risk-ratio“). Dazu wird der Begriff des (medizinischen) Nutzens definiert. Daneben wird ein stärkerer Fokus auf die „Informationen aus der Herstellung und der Herstellung nachgelagerten Phasen“ gelegt. Einige Erläuterungen bzw. Anhänge aus der Vorgängernorm werden in ISO/TR 24971:2019 ausgelagert.